# Malotaránivka
Malotaránivka (en ucraniano: Малотаранівка; en ruso: Малотарановка, romanizado: Malotaránovka) es un asentamiento de tipo urbano ucraniano perteneciente al óblast de Donetsk. Situado en el este del país, forma parte del raión de Kramatorsk y parte del municipio (hromada) de Kramatorsk.

## Geografía
Malotaránivka está ubicado a orillas del río Kasenni Torez, entre Krasnotorka y Druzhkivka, 7 km al sur de Kramatorsk.

## Historia
El terrateniente Taranov, que da nombre al pueblo, fue su fundador. La primera mención escrita de Malotaránivka se remonta a finales de los años 1850 y principios de los 1860, y se encuentra en la descripción de la demarcación general y especial del uyezd de Izium de la gobernación de Járkov.
Durante la Segunda Guerra Mundial, el pueblo fue ocupado por tropas alemanas el 24 de octubre de 1941 y liberado en septiembre de 1943.
En 1951 se inauguró la parada de Malotaránivka y tiene el estatus de asentamiento de tipo urbano desde 1962. 
El 29 de julio de 2022, durante la invasión rusa de Ucrania, un bombardeo ruso alcanzó el pueblo causando bajas.

## Demografía
La evolución de la población de Malotaránivka entre 1970 y 2022 fue la siguiente:
| 4581                                                          | 4511 | 3907 | 3893 | 3709 | 3744 | 3731 | 3768 |
| (Fuente: Cities & Towns of Ukraine y UKRAINE: Größere Städte) |      |      |      |      |      |      |      |

Según el censo de 2001, la lengua materna de la mayoría de los habitantes, el 68,76%, es el ucraniano; del 30,76% es el ruso y 0,72%, el armenio.

## Infraestructura

### Transporte
Malotaránivka tiene una estación de tren en el ferrocarril Kramatorsk-Kostiantínivka.